# Софійський університет Святого Климента Охридського
Софійський університет (болг. Софийски университет „Св. Климент Охридски“), що носить ім'я святого Климента Охридського, одного з основоположників слов'янської писемності, — найстаріший вищий навчальний заклад Болгарії.
Заснований у 1888 році. Сучасна будівля споруджена в 1924—1934 роках (у скульптурному оформленні вхідного порталу до будівлі брав участь український скульптор-емігрант Михайло Паращук). Університет має 16 факультетів, 3 відділення, 14 тисяч студентів, видавництво, комп'ютерний центр, спортивний центр. Ректор — Анастас Герджиков (2015).

## Історія

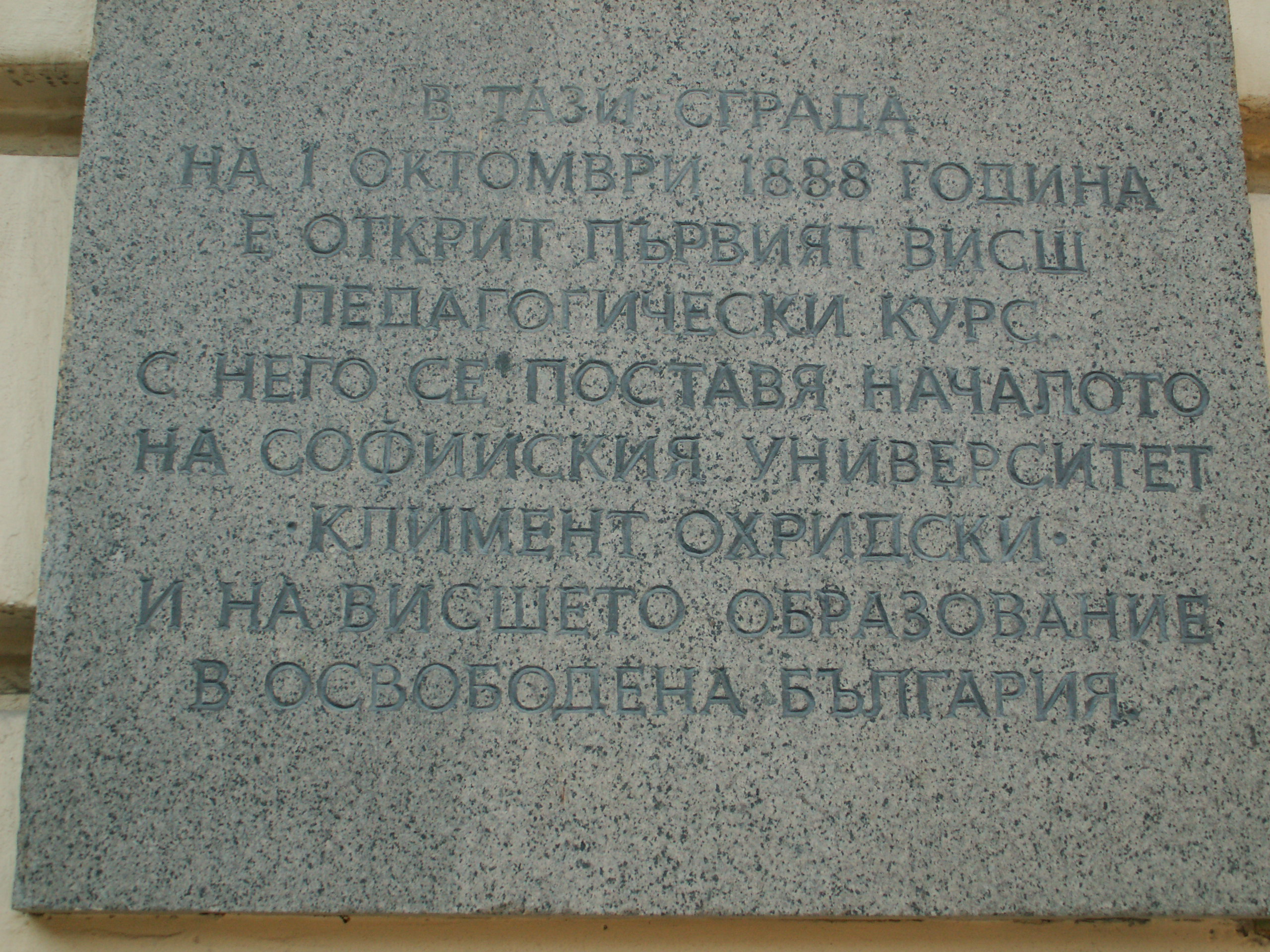
Меморіальна дошка

Університет заснований через 10 років після звільнення Болгарії, спочатку мав лише один факультет (історико-філологічний) та 7 викладачів: 4 професори й 3 приват-доценти. У 1889-1895 роках катедрою всесвітньої історії завідував видатний український учений, публіцист, фольклорист, педагог, громадський діяч професор Михайло Драгоманов (1841-1895). Характерно, щ він відхилив пропозицію уряду  Болгарії стати ректором, написавши міністрові освіти Живкову: «Ректором повинен бути болгарин — я українець».
Першим ректором став 29-річний болгарський лінгвіст Олександр Теодоро-Балан. Теодоро-Балан, запровадив у болгарську мову кілька поширених слів, прожив майже 100 років і, відповідно, 70 років пропрацював в університеті. У 1889 році був відкритий фізико-математичний факультет, а в 1892 — юридичний. У 1901 році в університет надійшли перші абітурієнти-жінки (25 осіб). У 1902 році університетським святом став день св. Климента Охридського — 25 листопада (8 грудня н. ст.).
У 1907 році софійські студенти влаштували в театрі обструкцію князеві (майбутньому царю) Фердинанду I, після чого університет на деякий час було закрито. У 1917 році створено медичний факультет, у 1921 — агрономічний, а в 1923 році два нових факультети: теологічний і ветеринарний.
30 червня 1924 року на гроші братів Георгієвих споруджується нова будівля університету. Перед фасадом будівлі, закінченої в 1934 році, стоять пам'ятники обом братам. Значні відступні довелося виплатити французькому архітекторові Бреансону, який розробив проєкт ще до Першої світової війни і потім подав до суду на архітектора Йордана Міланова за порушення авторських прав.
У 1929 році в Болгарії були запроваджені вчені ступені, тож у Софійському університеті стали захищатися докторські дисертації. Першим доктором став Василь Цанков.
Після 1944 року роботу в університеті втратили професори, який не погодилися співпрацювати з комуністичною владою. З'явилися нові факультети, деякі з існуючих було перетворено на окремі інститути. З того часу кількість студентів залишається стабільною (близько 14 тисяч). В 1985 році було завершено перервані війною роботи з розширення будівлі університету.
До сторіччя університету (1988) на його честь було названо гірський масив Софійського університету в Антарктиці (Земля Олександра I).

## Архітектура
Спорудження комплексу університету відбувалося протягом тривалого часу 1906-1985 рр.
Перший проект виграв на міжнародному конкурсі у 1906 році. Згодом його двічі переглядали у 1910 та 1924 роках і завершили будівництво 1934 року. Стиль будівлі змінювався від французького неокласицизму до необароко та неоренесансу, риси яких можна бачити у фасаді та інтер'єрах. Під час Другої Світової війни споруду сильно пошкодили, були знищені вітражі, які відновили лише у 1983 р.
Будівля бібліотеки зведена 1934 року у романтичному стилі з елементами ар-деко. Має вражаючий опуклий фасад з боку центрального входу. Декор бібліотеки органічно сполучається з іншими спорудами університета, зведеними у інший час і у інших стилях.
Факультет біології був збудований у 1930х роках в стилі цегляного експресіонізму.

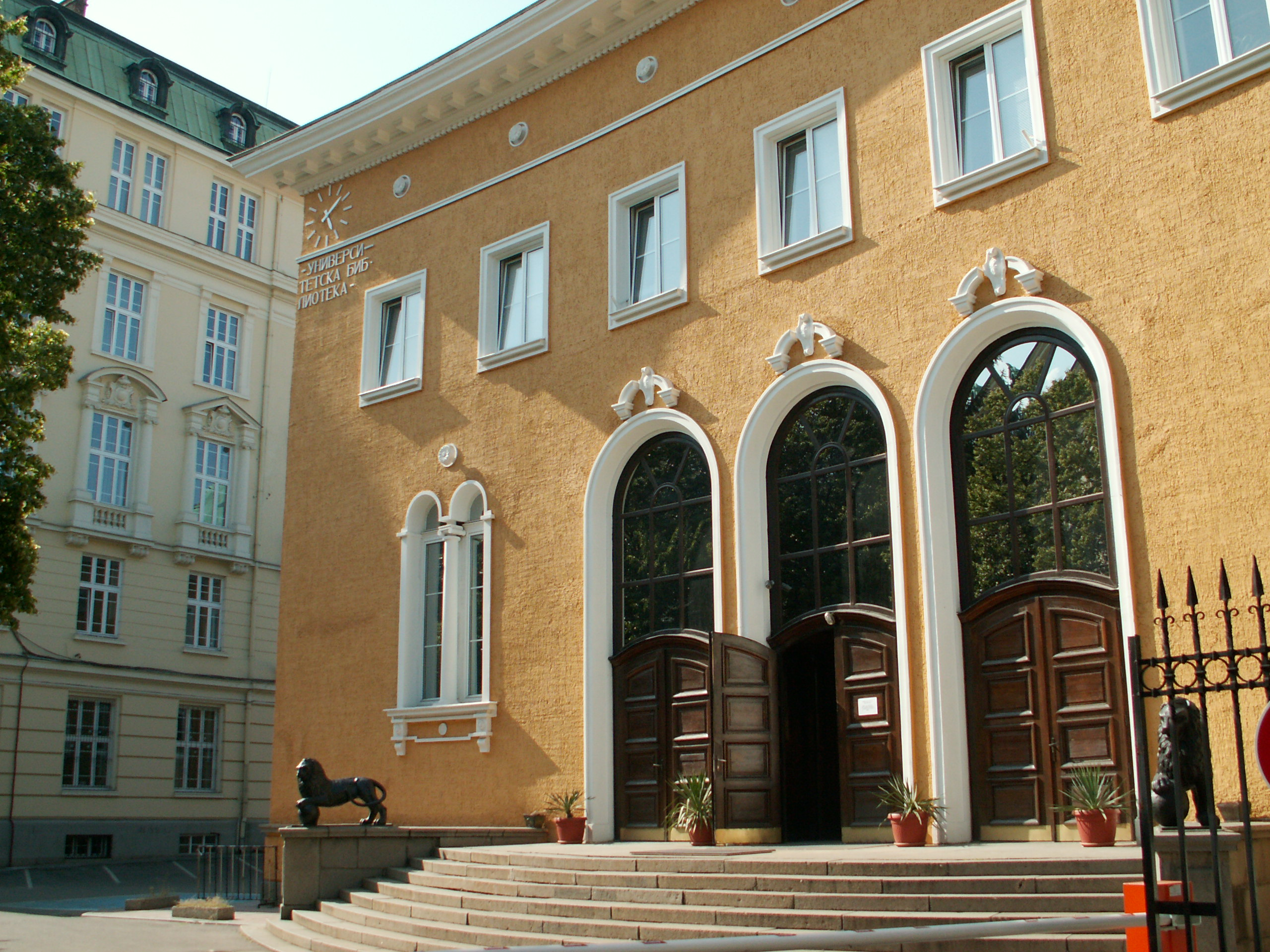
Бібліотека
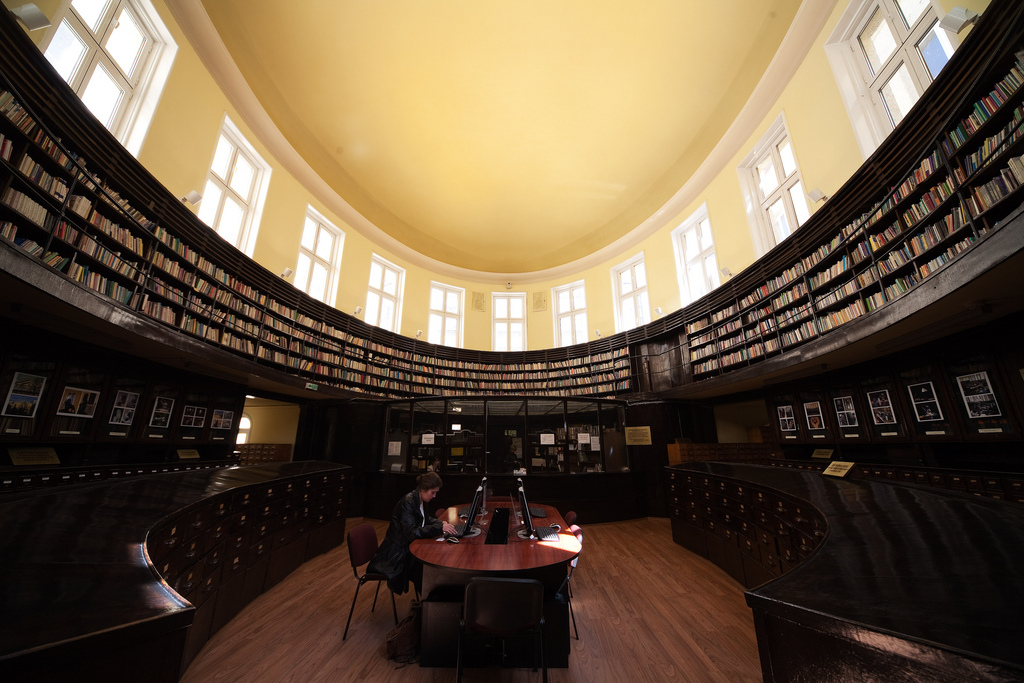
Бібліотека
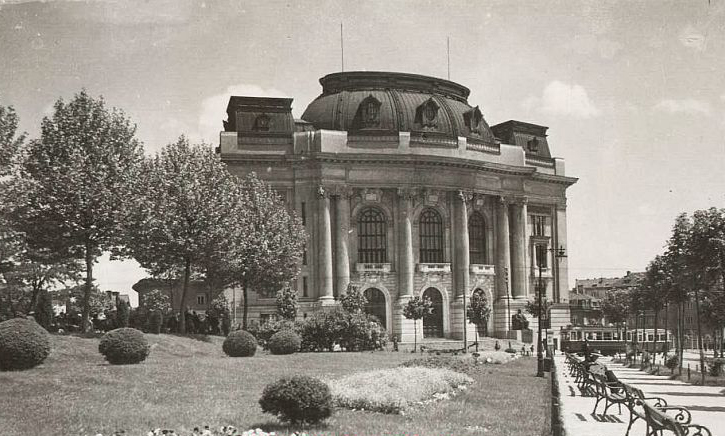
Свілина 1935 року
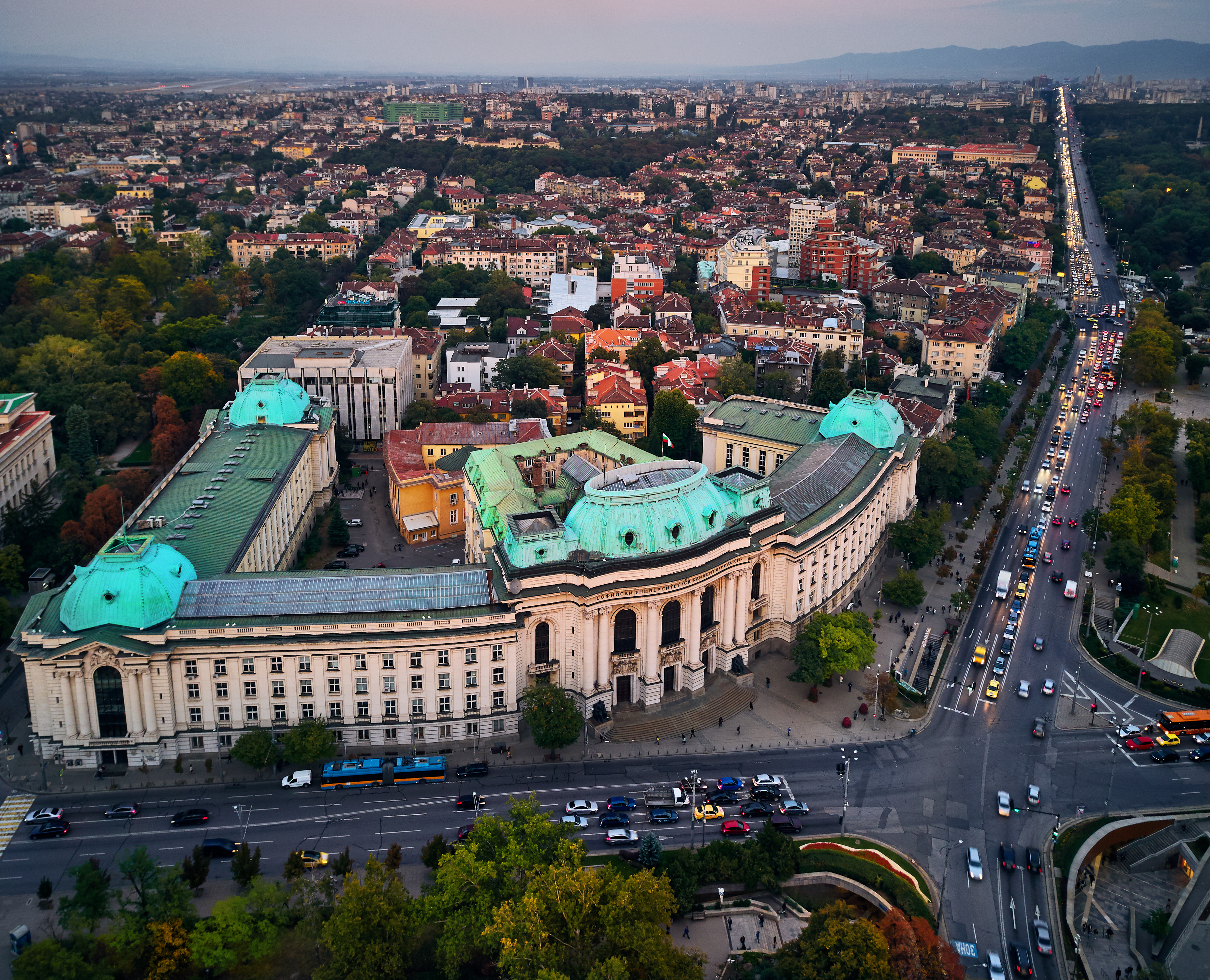
Вид згори
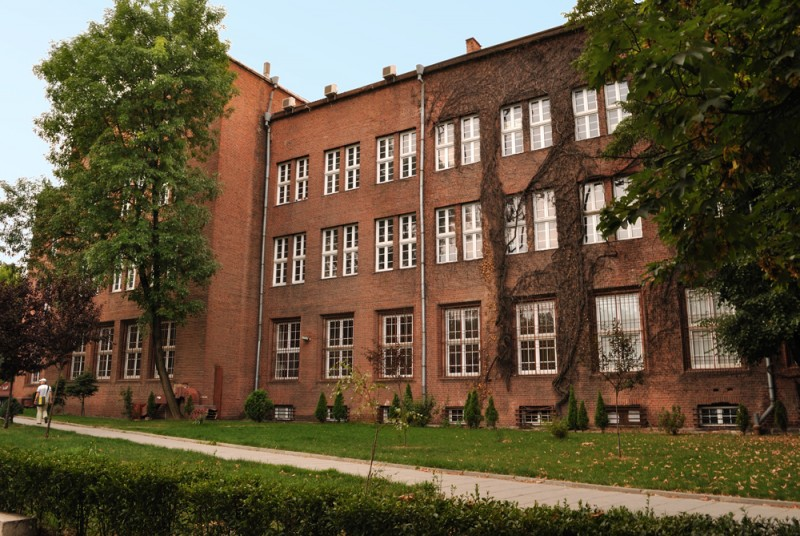
Факультет біології Софійського університету

## Структура

### 16 факультетів
- Біологічний факультет
- Хімічний факультет

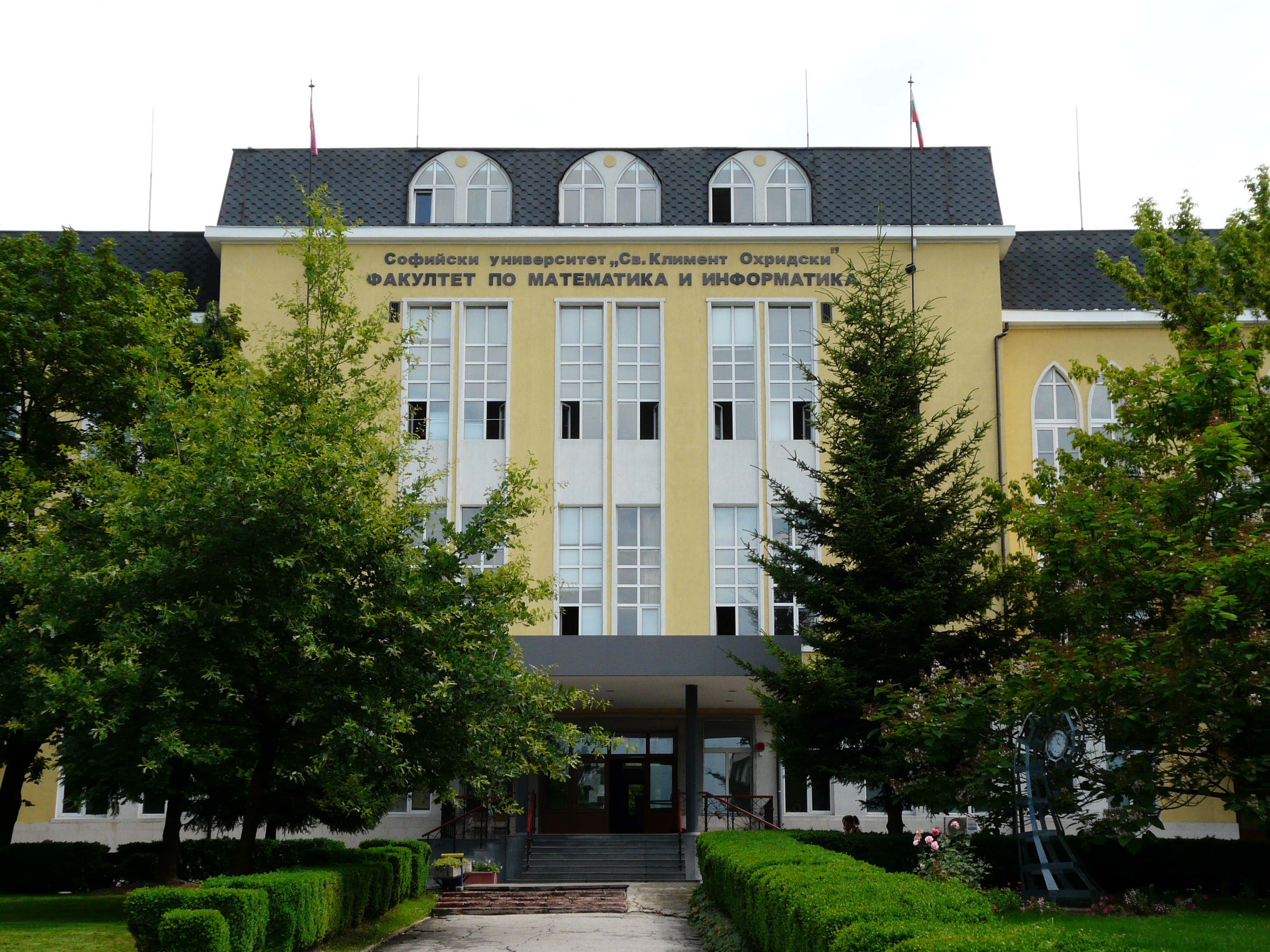
Факультет математики й інформатики

- Факультет класичної та сучасної філології
- Економічний факультет
- Факультет Геологія та географія
- Факультет Історії
- Факультет журналістики
- Факультет математики й інформатики
- Факультет медицини
- Філософський Факультет
- Фізичний факультет
- Педагогічний факультет
- Факультет початкової школи
- Факультет слов'янської філології
- Факультет теології
- Юридичний факультет

### 3 відділення
- Відділення вивчення мов
- Відділення перепідготовки вчителів
- Відділення фізичної культури

До складу університету входить також Національний центр дослідження Антарктики.

## Відомі випускники та викладачі
- Михайло Драгоманов, викладав у 1889—1895 роках, український науковець, публіцист, громадський діяч
- Олександр Маньківський, професор, завідувач кафедри гістології та ембріології а 1920—1929 роках
- Блага Димитрова, письменниця, колишній віце-президент Болгарії
- Георгій Пирванов, президент Болгарії
- Єлизавета Багряна, поетеса
- Кирило Братанов, вчений
- Гергана Георгієва Кацарска (нар.. 1984) — болгарська співачка в стилі поп-фолк.
- Іван Дочев, політик
- Іван Костов, політик
- Меглена Кунєва, політик
- Марія Тодорова, вчений
- Людмила Живкова, політик
- Патріарх Максим, духовний керівник Болгарської Православної Церкви
- Желю Желєв, колишній президент Болгарії
- Йордан Соколов — болгарський юрист, політичний діяч. Голова Народних зборів (1997—2001).
- Свєтослав Лучніков — болгарський юрист і політичний діяч.
- Зорка Пирванова — дружина Президента Болгарії Георгія Пирванова
- Росиця Кирилова Георгієва-Начева (нар.. 1963) — болгарська співачка, композитор, телеведуча, громадський діяч.
- Пенка Цанева-Бленика (1899—1978) — болгарська письменниця і перекладачка. Член Спілки болгарських письменників.
- Веселин Ханчев — болгарський поет, публіцист, драматург і перекладач.
- Димчо Дебелянов — болгарський поет.
- Еміл Георгієв — болгарський славіст.